# 勃兰登堡边境大区
勃兰登堡边境大区（德語：Gau Mark Brandenburg）於1933年3月成立，最初名为边境选侯大区（德語：Kurmark），名義作為普魯士自由州的一個行政区。它的名字来自于历史上的勃兰登堡边疆区以及勃兰登堡选侯。1939年1月，边境选侯大区改名為勃兰登堡边境大区。在盟軍蘇聯佔領該地區以及德國正式投降後，大区於1945年解散。戰後，大区的領土成為了東德勃蘭登堡州的一部分，但奧德-尼斯線以外的地區被劃歸波蘭人民共和國。它的大部分領土現在属于德國的勃蘭登堡州和波蘭的盧布斯卡省。